# Sigiliul statului Nevada, SUA

Sigiliul statului Nevada

Sigiliul de stat al statului Nevada -- sau doar Sigiliul statului Nevada (în engleză, The Nevada State Seal) derivă din cel al Teritoriului Nevada, Nevada Territory, în limba engleză. 
În 1864, când Teritoriul Nevada se pregătea pentru admiterea sa în Uniune, adunarea sa constituțională (Nevada Constitutional Convention) a pregătit, alături de documentele necesare admiterii, și un anumit design pentru însemnele sale oficiale, steag, stemă și sigiliu. 
Teritoriul Nevada a fost acceptat ca Statul Nevada în Uniune la 31 octombrie 1864 prin proclamația președintelui Abraham Lincoln.  În 24 februarie 1866, motto-ul din latină, "Volens et Potens", a fost înlocuit cu motto-ul în engleză "All for Our Country".  
Designul sigiliului a fost formalizat, astfel încât resursele minerale ale Nevadei sunt reprezentate, în partea stângă a designului, printr-un miner ce exploatează argint, care împreună cu echipa sa deplasează un car cu minereu de argint de la gura minei înspre locul de prelucrare al acestuia.  În partea dreaptă, la poalele muntelui opus, se găsește o instalație de prelucrare a minereului de cuarț. 
Transporturile sunt simbolizate printr-un tren tras de o locomotivă cu aburi prezent în fundal, trecând peste un pod cu arcade romanice, precum apeductele romane.  Comunicațiile sunt prezente prin stâlpii ce se află de-a lungul căii ferate.  Agricultura este reprezentată în prim-plan printr-un mănunchi de spice de grâu, o seceră și un plug, din care se zăresc doar coarnele.   
Frumusețea naturală a statului Nevada este simbolizată printr-un soare strălucitor care se ridică deasupra piscurilor înzăpezite.  Cercul interior al sigiliului poartă motto-ul "All for Our Country", iar cele 36 de stele pentagonale semnifică intrarea Nevadei în Uniune ca ce de-al 36-lea stat al acesteia.  Perimetrul exterior al sigiliului conține numele acestuia, scris cu majuscule, "THE GREAT SEAL OF THE STATE OF NEVADA." 